# District de Chikwawa

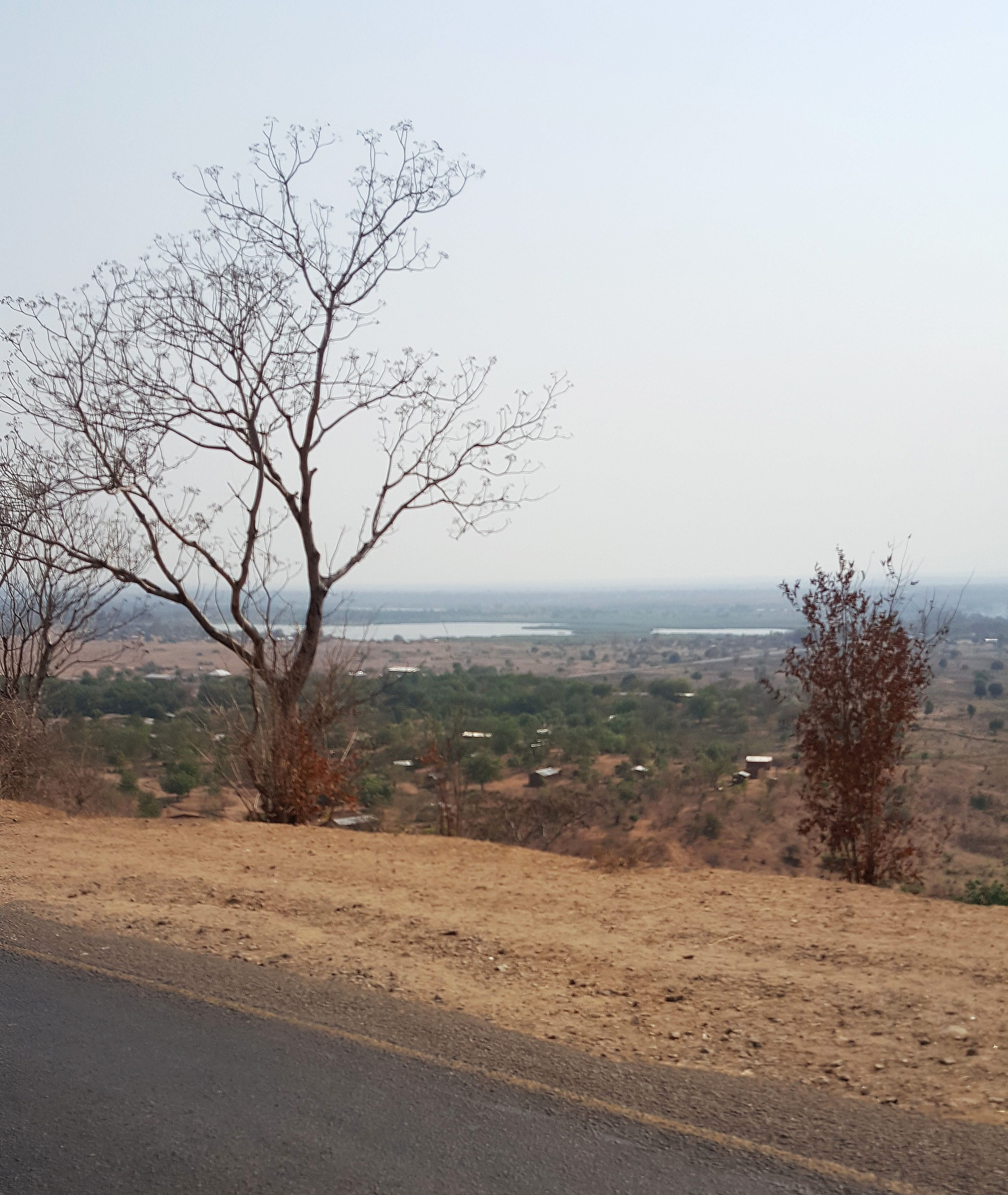
La Shire près de Chikwawa

Chikwawa est un district du Malawi. Sa capitale est la ville du même nom.